# These Boots Are Made for Walkin’
These Boots Are Made for Walkin’ ist ein von Lee Hazlewood geschriebener und von Nancy Sinatra 1965 veröffentlichter Folk-Rock-Song. Er wurde in mehreren Ländern ein Nummer-eins-Hit und entwickelte sich zu einem Millionenseller.

## Vorgeschichte

Nancy Sinatra – These Boots are Made for Walkin’

Frank Sinatra gründete im Januar 1961 mit Reprise Records seine eigene Plattenfirma, bei der im Juni desselben Jahres auch seine älteste Tochter Nancy einen Plattenvertrag erhielt. Von ihr wurden in den nächsten vier Jahren insgesamt 15 Singles veröffentlicht, von denen aber keine in die Hitparaden gelangte. Das änderte sich, als im Oktober 1965 der Musikproduzent Lee Hazlewood eingeschaltet wurde.

## Entstehung des Songs
Hazlewood schrieb den Song These Boots Are Made for Walkin’, den er selbst singen wollte. Nancy Sinatra bestand jedoch darauf, den Titel aufzunehmen, obwohl Hazlewood dagegen war, diesen Männersong mit ihr zu produzieren. Er gab schließlich ihrem Drängen nach und überließ ihr das Stück, „zumal der Text von einer Frau gesungen sexy und nicht erbärmlich wie bei einem Mann klingt“, wie Sinatra 1971 in einem Interview sagte.
Das englische Idiom „I'm gonna walk all over you“ ist am ehesten mit dem deutschen Ausdruck „Ich werd dir zeigen, wo's lang geht!“ zu übersetzen. Der Text des Songs handelt davon, dass die Protagonistin Untreue, Lügen oder andere Fehler ihres Partners damit bestrafen will, dass sie ihm eben „zeigt, wo es lang geht“.

## Aufnahme
Die instrumentale Besetzung bei dem am 19. November 1965 in den Tonstudios der Western Recorders anberaumten Aufnahmetermin rekrutierte sich aus Sessionmusikern aus Los Angeles, die als The Wrecking Crew bekannt waren, nämlich Billy Strange, Al Casey, Tommy Tedesco und Mike Deasy (Gitarren), Carol Kaye (Bass), Ollie Mitchell, Roy Cayton und Lew McCreary (Bläsersektion) und Hal Blaine (Schlagzeug). Hinzu kam Chuck Berghofer mit einem Viertelton-Lauf auf dem Kontrabass. Dies war eine spontane Idee des Arrangeurs Billy Strange, der Widerstände von Chuck Berghofer auszuräumen hatte: „Den Lauf habe ich noch nie in meinem Leben gespielt.“ Dieser Lick wurde zum Leitmotiv des Songs, der vor jeder Strophe wiederholt wird. Neben dem Kontrabass wurde noch ein elektrischer Bass von Carol Kaye eingesetzt. Es genügte ein Take, dessen geringe Fehler nicht mehr korrigiert wurden.

## Kommerzieller Erfolg

### Chartplatzierungen
Im Dezember 1965 wurde die von Hazlewood produzierte Single These Boots Are Made for Walkin’ / The City Never Sleeps at Night (Reprise #432) auf den Markt gebracht. In seiner Ausgabe vom 25. Dezember 1965 traute Billboard dem Song mit der ungewöhnlichen Instrumentierung Hitpotenzial zu. Die Single erreichte am 26. Februar 1966 für eine Woche den ersten Platz der Billboard Hot 100 und verkaufte innerhalb von acht Wochen eine Million Exemplare. Bereits im März 1966 wurde sie mit einer goldenen Schallplatte ausgezeichnet. Sie gelangte in sieben weiteren Ländern auf den ersten Platz und wurde weltweit über vier Millionen Mal verkauft. 2006 wurde der Song in Pitchfork Medias Liste der besten 60er Hits auf Platz 114 gewählt.
| ChartsChartplatzierungen       | Höchstplatzierung | Wochen |
| ------------------------------ | ----------------- | ------ |
| Deutschland (GfK)              | 1 (20 Wo.)        | 20     |
| Österreich (Ö3)                | 1 (12 Wo.)        | 12     |
| Vereinigte Staaten (Billboard) | 1 (14 Wo.)        | 14     |
| Vereinigtes Königreich (OCC)   | 1 (14 Wo.)        | 14     |

| ChartsJahrescharts (1966)      | Platzierung |
| ------------------------------ | ----------- |
| Deutschland (GfK)              | 3           |
| Österreich (Ö3)                | 6           |
| Vereinigte Staaten (Billboard) | 13          |

### Auszeichnungen für Musikverkäufe
In Großbritannien wurden über 250.000, in Deutschland mehr als 500.000 Platten verkauft. 
| Land/Region                  | Auszeichnungen für Musikverkäufe (Land/Region, Auszeichnung, Verkäufe) | Verkäufe  |
| ---------------------------- | ---------------------------------------------------------------------- | --------- |
| Deutschland (BVMI)           | Gold                                                                   | 1.000.000 |
| Italien (FIMI)               | Gold                                                                   | 50.000    |
| Spanien (Promusicae)         | Gold                                                                   | 30.000    |
| Vereinigte Staaten (RIAA)    | Gold                                                                   | 1.000.000 |
| Vereinigtes Königreich (BPI) | Gold                                                                   | 400.000   |
| Insgesamt                    | 5× Gold ·                                                              | 2.380.000 |

## Sexueller Kontext
Bereits kurz nach der Veröffentlichung des Stücks wurde es von den Medien mit einer sadomasochistischen Aura assoziiert. 2005 bestätigte Nancy Sinatra in einem Interview mit dem Schwulen-Magazin Queer.de den sexuellen Kontext: „Das hat eine Menge mit der Anziehungskraft dieses Songs zu tun.“

## Coverversionen
Der Song, dessen Verleger Mickey Goldsen war, wurde von stilistisch sehr unterschiedlichen Künstlern gecovert: Billy Ray Cyrus, Loretta Lynn, Kitty Wells, Jimmy C. Newman, Jane Morgan, Ella Fitzgerald, The Supremes, Leningrad Cowboys, Jessica Simpson, 7 Seconds, The Meteors, Megadeth und Government Issue versuchten sich an dem Stück. Coverinfo.de listet 75 Versionen. Im Vietnamkrieg wurde der Song unter den amerikanischen Soldaten sehr populär, weshalb er auch in Stanley Kubricks Film Full Metal Jacket Verwendung fand.
Die amerikanische Sängerin Eileen (die Tochter von Mickey Goldsen), nahm 1966 vier Versionen des Liedes auf: Die originale englische Version sowie eine französische (Ces bottes sont faites pour marcher), eine deutsche (Die Stiefel sind zum Wandern) und eine italienische (Questi stivali sono fatti per camminare).